# 吴焕先
吴焕先（1907年8月—1935年8月21日 †），湖北黄安紫云区四角曹门村（今属河南新县）人。中国工农红军将领、红二十五军政治委员。

## 生平
吴焕先光绪三十三年（1907年）生于湖北省黄安县四角曹门村（今属河南省新县）一个地主家庭。乳名安安，自幼在乡塾读书。吴焕先的父辈有兄弟三人，靠耕种祖辈传下的一点土地并兼营一家杂货店过活。吴焕先兄弟五人，排行第三。七岁时，他入附近朝阳寺私塾读书，1920年，到大弯村上学。童年的吴焕先，刻苦好学，深得老师和同学们的器重。
1923年，吴焕先考入麻城乙种蚕业学校，在当时的麻城县教育局局长、中共党员王幼安的影响下，麻城蚕业学校成了传播马列主义最活跃的地点之一。吴焕先在这里初步接受了马列主义教育。1925年，吴焕先加入了中国共产党，后回家乡组织农民协会，建立农民武装，在此期间，吴焕先一家六口被当地地主的民团杀害。1927年参加黄麻起义，起义失败后，坚持留在当地斗争。后任县委书记、红四军第十二师政治委员。
1931年起，担任红二十五军七十三师政治委员。1932年11月，红四方面军主力西撤后，任红二十五军军长，坚持大别山区游击战争。1934年，任红二十五军与红二十八军合编成的红二十五军政治委员。11月，参加红二十五军长征，后同时兼任中共鄂豫陕省委代理书记。1935年8月21日，在甘肃泾川四坡村附近南渡汭河时，与国民革命军第三十五师遭遇，吴焕先在激战中阵亡。死后，被安葬在汭河北岸宝盒山的山脚下。